# Paw Patrol
Paw Patrol (i marknadsföringssammanhang skrivet PAW Patrol, i Finland kallad: Vov-patrullen) är en kanadensisk/amerikansk animerad TV-serie som skapades av Keith Chapman. Serien sändes första gången den 12 augusti 2013 på Nickelodeon i USA och  den 2 september 2013 i Kanada på TVOKids. I Sverige sänds serien på Barnkanalen.